# Coelogyne griffithii
Coelogyne griffithii é uma espécie de orquídea epífita, família Orchidaceae, originária do leste do Himalaia até Assam.